# Euxoa criddlei
Euxoa criddlei là một loài bướm đêm trong họ Noctuidae.